# CU Большой Медведицы
CU Большой Медведицы (лат. CU Ursae Majoris) — одиночная переменная звезда в созвездии Большой Медведицы на расстоянии (вычисленном из значения параллакса) приблизительно 196480 световых лет (около 60241 парсека) от Солнца. Видимая звёздная величина звезды — от +16,8m до +15,7m.

## Характеристики
CU Большой Медведицы — пульсирующая переменная звезда типа RR Лиры (RRAB).